# Nicolò Fagioli
Pour les articles homonymes, voir Fagioli.
Nicolò Fagioli, né le 12 février 2001 à Plaisance en Italie, est un footballeur international italien, qui évolue au poste de milieu de terrain à l'ACF Fiorentina, en prêt de la Juventus FC.

## Biographie

### En club
Né à Plaisance en Italie, Nicolò Fagioli est formé par le club de sa ville natale, le Plaisance Calcio puis par l'US Cremonese avant de poursuivre sa formation à la Juventus, qu'il rejoint en 2015. Après avoir impressionné avec l'équipe des moins de 17 ans du club en inscrivant 13 buts en 25 matchs lors de la saison 2017-2018, Fagioli est surclassé en étant promu dans la Primavera, où il joue plus régulièrement lors de la saison 2018-2019.
Le 31 août 2021, Fagioli est prêté à l'US Cremonese,. Il joue son premier match pour ce club le 12 septembre 2021 contre l'AS Cittadella, en championnat. Il entre en jeu à la place de Paolo Bartolomei (en) lors de cette rencontre remportée par son équipe (2-0 score final). Il devient l'un des joueurs clés de l'entre jeu de Cremonese avec un total de 7 passes décisives pour 3 buts.
Fagioli fait son retour à la Juventus à l'été 2022 où il est intégré à l'équipe première. Le 29 octobre 2022, il se fait remarquer en inscrivant son premier but pour la Juventus, et en Serie A, contre l'US Lecce. Entré en jeu après la mi-temps à la place de Weston McKennie, Fagioli donne la victoire à son équipe en inscrivant le seul but de la partie, d'une frappe enroulée de l'extérieur de la surface terminant en lucarne opposée,,.
En octobre 2023, Fagioli est suspendu sept mois par la Fédération italienne de football pour avoir effectué des paris illicites sur des matchs de football en Italie et à l'international. Le mois suivant, la Juventus annonce l'extension du contrat du joueur jusqu'en juin 2028.
Le 4 février 2025, l'ACF Fiorentina annonce le recrutement de Nicolò Fagioli. Le joueur rejoint la Viola sous la forme d'un prêt jusqu'à la fin de la saison, avec obligation d'achat sous certaines conditions.

### En sélection
Avec les moins de 17 ans, il participe au championnat d'Europe des moins de 17 ans en 2018. Lors de cette compétition organisée en Angleterre, il joue cinq matchs et délivre quatre passes décisives. Il distille deux passes lors du premier tour contre la Suisse et l'Angleterre. Il distille ensuite deux nouvelles passes lors de la finale perdue face aux Pays-Bas après une séance de tirs au but.
Avec les moins de 19 ans, il participe au championnat d'Europe des moins de 19 ans en 2019, qui se déroule en Arménie. Titulaire lors de ce tournoi, il prend part à trois matchs, avec pour résultats une seule victoire et deux défaites.
Le 6 septembre 2019 avec les moins de 19 ans, il inscrit un but et délivre une passe décisive face aux Pays-Bas (2-2).
Fagioli joue son premier match avec l'équipe d'Italie espoirs le 3 septembre 2021, face au Luxembourg. Il entre en jeu et son équipe l'emporte par trois buts à zéro.
En janvier 2022, Nicolò Fagioli est retenu dans une liste de 35 joueurs sélectionnés par Roberto Mancini, le sélectionneur de l'équipe nationale d'Italie, pour un stage avec la Squadra Azzurra. 
Le 11 novembre 2022, Fagioli obtient sa première convocation avec l'équipe nationale d'Italie, figurant dans la liste de Roberto Mancini pour des matchs amicaux du mois de novembre. Nicolò Fagioli honore sa première sélection lors de ce rassemblement, le 16 novembre 2022, lors d'un match amical à Tirana contre l'Albanie. Il entre en jeu à la place de Nicolò Zaniolo et son équipe s'impose par trois buts à un,.
Il est retenu dans la liste des 26 joueurs italiens du sélectionneur Luciano Spalletti pour participer à l'Euro 2024 .

## Palmarès
Italie -17 ans
- Finaliste du championnat d'Europe des moins de 17 ans
  - 2018.
- Champion Série B 2021 - 2022 avec la Cremonese.